# Henry Garat
Henry Garat, pseudonimo di Émile Henri Camille Garassu (Parigi, 3 aprile 1902 – Hyères, 14 agosto 1959), è stato un attore francese.

## Biografia
Figlio d'arte dell'attore teatrale e cinematografico Édouard Garassu detto Jean Garat (1866-1943) e Césarine Paola Lévy, Henri Garat nacque a
Parigi. Dopo aver svolto diversi lavori modesti tra il 1912 e il 1918, tra i quali il cameriere e l'impiegato in un grande magazzino, mentre suo padre era al fronte entrò al Conservatorio Reale di Bruxelles. A quei tempi si esibiva al Moulin Rouge, dove aveva esordito sin da bambino.
Apparve più volte sui palcoscenici parigini, interprete apprezzato di commedie, operette e riviste. Recitò accanto a Mistinguett e fece una tournée anche in Italia.
Nel 1926 sostituì Maurice Chevalier nell'operetta Ça, c'est Paris. Nel 1930 il cinema sonoro gli diede una possibilità nelle versioni francesi delle produzioni tedesche dell'UFA. Sostituì Willi Fritsch nella versione francese di Die Drei von der Tankstelle, Le Chemin du paradis. Ha anche eseguito la canzone Avoir un bon copain. Girò nel 1931 Le congrès s'amuse (Der Kongreß tanzt), diretto da Erik Charell e Jean Boyer in cui cantò Serait-ce un rêve.
Si trasferì negli Stati Uniti d'America nel 1933 e con Hollywood Pictures girò La principessa innamorata, con Janet Gaynor. Nel 1936, recitò al fianco di Danielle Darrieux in Ragazzaccio.
Il cinema sonoro gli diede la popolarità e il successo in una serie di operette comico-sentimentali che mettevano in valore il suo garbo e il suo fascino.
Nel 1938, in L'Accroche-cœur di Sacha Guitry recitò al fianco di Jacqueline Delubac. Il suo stile di vita stravagante, il suo consumo di cocaina, i suoi matrimoni e i suoi divorzi hanno finirono per creargli gravi problemi. Aprì un ristorante, un negozio di giocattoli, ma i fallimenti dei suoi ultimi film lo fecero sprofondare nella depressione. Nel 1944 partì per la Svizzera per sottoporsi a un trattamento di disintossicazione.
Successivamente si recò in Inghilterra, negli Stati Uniti, in Costa Azzurra.
Nel 1951 si trovò ad Algeri. L'anno seguente tentò invano un ritorno a Parigi in un cabaret sugli Champs-Élysées. All'inizio del 1953 fece un'ultima tournée canora al cabaret di Villa d'Este, poi lasciò la capitale per la Costa Azzurra dove ricevette un ultimo tributo al Casino de Juan-les-Pins e dove trovò, tra gli altri, Lilian Harvey.
Morì a Hyères nel 1959, assistito dalla quarta moglie e dal loro giovane figlio.

## Filmografia

### Cinema
- Nos maîtres les domestiques, regia di Hewitt Claypoole Grantham-Hayes (1930)
- Le Chemin du paradis, regia di Wilhelm Thiele e Max de Vaucorbeil (1930)
- Les Deux Mondes, regia di Ewald André Dupont (1930)
- Flagrant délit, regia di Hanns Schwarz e Georges Tréville (1931)
- L'amore vince (La Fille et le garçon), regia di Roger Le Bon e Wilhelm Thiele (1931)
- Princesse, à vos ordres!, regia di Hanns Schwarz e Max de Vaucorbeil (1931)
- Rive gauche, regia di Alexander Korda (1931)
- Le Congrès s'amuse, regia di Jean Boyer e Erik Charell (1931)
- Delphine, regia di Roger Capellani (1931)
- Il est charmant, regia di Louis Mercanton (1932)
- The Congress Dances, regia di Erik Charell (1932)
- Studenter i Paris, regia di Louis Mercanton (1932)
- Une petite femme dans le train, regia di Karl Anton (1932)
- Un rêve blond, regia di André Daven e Paul Martin (1932)
- La principessa innamorata (Adorable), regia di William Dieterle (1933)
- Una donna al volante (Une femme au volant), regia di Pierre Billon e Kurt Gerron (1933)
- Simone est comme ça, regia di Karl Anton (1933)
- Un soir de réveillon, regia di Karl Anton (1933)
- Hanno rubato un uomo (On a volé un homme), diretto da Max Ophüls (1934)
- Prince de minuit, regia di René Guissart (1934)
- Les dieux s'amusent, regia di Reinhold Schünzel e Albert Valentin (1935)
- Valse royale, regia di Jean Grémillon (1936)
- La Souris bleue, regia di Pierre-Jean Ducis (1936)
- Ragazzaccio (Un mauvais garçon), regia di Jean Boyer (1936)
- Les Gais Lurons, regia di Paul Martin e Jacques Natanson (1936)
- L'amour veille, regia di Henry Roussel (1937)
- La casta Susanna (La Chaste Suzanne), regia di André Berthomieu (1937)
- The Girl in the Taxi, regia di André Berthomieu (1937)
- Le Fauteuil 47, regia di Fernand Rivers (1937)
- La fille de la Madelon, regia di Jean Mugeli e Georges Pallu (1937)
- Au soleil de Marseille, regia di Pierre-Jean Ducis (1938)
- Ça... c'est du sport, regia di René Pujol (1938)
- Les Femmes collantes, regia di Pierre Caron (1938)
- Sorella di latte (Ma soeur de lait), regia di Jean Boyer (1938)
- La Présidente, regia di Fernand Rivers (1938)
- L'Accroche-cœur, regia di Pierre Caron (1938)
- Le Chemin de l'honneur, regia di Jean-Paul Paulin (1939)
- Le Valet maître, regia di Paul Mesnier (1941)
- Annette et la dame blonde, regia di Jean Dréville (1942)
- Fou d'amour, diretto da Paul Mesnier (1943)